# 帕納奇鄉

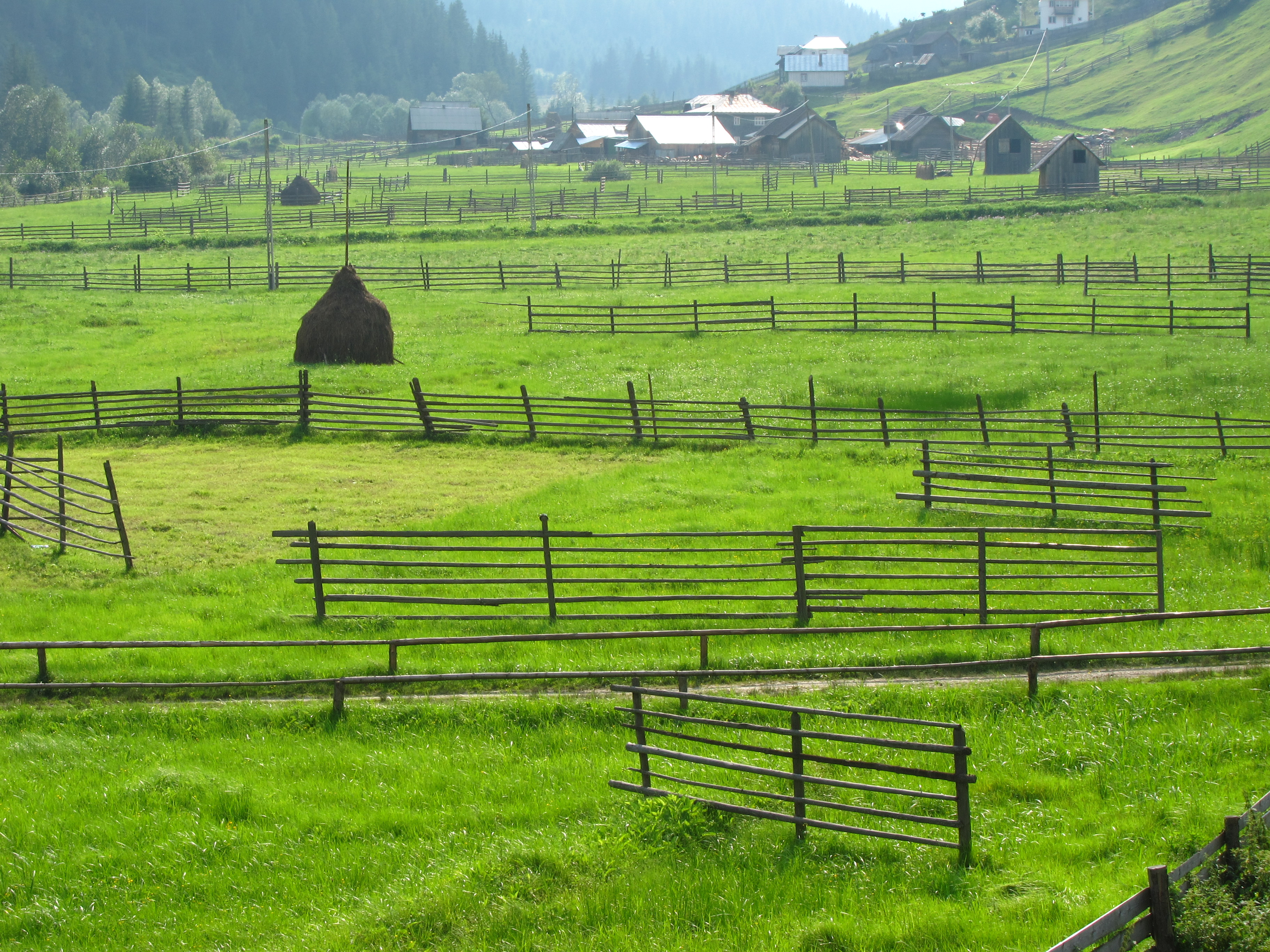

47°16′N 25°23′E / 47.267°N 25.383°E
帕納奇鄉（羅馬尼亞語：Comuna Panaci, Suceava），是羅馬尼亞的鄉份，位於該國東北部，由蘇恰瓦縣負責管轄，面積138平方公里，海拔高度908米，2007年人口2,290，人口密度每平方公里17人。